# Hans-Christoph Rauh
Hans-Christoph Rauh (* 10. Juli 1939 in Brandenburg/Havel) ist ein deutscher Philosoph. Er lehrte an der Humboldt-Universität zu Berlin sowie an der Universität Greifswald. Seine Lehrgegenstände betrafen die Erkenntnistheorie, Ontologie sowie Geschichte der Philosophie. Seit Ende der 1980er Jahre forscht und publiziert er zur historisch-kritischen Aufarbeitung der DDR-Philosophie.

## Leben und Wirken
Rauh ist Sohn eines evangelischen Pfarrers, der in der NS-Zeit zur Bekennenden Kirche gehörte. Nach der Kriegsflucht 1945 über die Oder lebte die Familie zunächst im Kreis Neuruppin und ab 1954 in Berlin. 1959 absolvierte er das Abitur und studierte anschließend bis 1964 Philosophie (mit einer naturwissenschaftlichen Nebenfachausbildung) an der Humboldt-Universität zu Berlin.
1964–1968 arbeitete Rauh als wissenschaftlicher Assistent im Lehrbereich (Lehrstuhl) Logik und Erkenntnistheorie (Leiter Georg Klaus und Dieter Wittich); 1969 promovierte er „Zum Problem der ,verkehrten Widerspiegelung‘ bei Marx. Ein Beitrag zu Geschichte, Inhalt und Funktion des marxistischen Ideologiebegriffs“; anschließend erfolgte eine mehrjährige fachphilosophische Lehrtätigkeit zur Erkenntnistheorie, ihrer Geschichte und Systematik am Institut für Philosophie der Humboldt-Universität, ab 1968 umbenannt in Sektion Marxistisch-leninistische Philosophie.
1978 habilitierte er sich (Promotion B) zum Thema „Erkenntnistheorie als Ideologiekritik“ und es erfolgte die ministerielle Ernennung zum Hochschuldozenten. Von 1978 bis 1982 war er Chefredakteur der Deutschen Zeitschrift für Philosophie (DZfPh), der einzigen Philosophie-Zeitschrift in der DDR. Im Zusammenhang mit der „Affäre um Peter Ruben“, einer angeblich revisionistischen und aus der Partei ausgeschlossenen Philosophengruppe an der Akademie der Wissenschaften der DDR, deren Artikel Rauh in der Deutschen Zeitschrift für Philosophie veröffentlichte, erfolgte die Absetzung Rauhs als Chefredakteur durch die ZK-Abteilung Wissenschaften. Zusätzlichen Anlass bildete die einmalige Zitierung des in der DDR „verbotenen“ alttestamentarischen Bibelwortes Schwerter zu Pflugscharen in einem Beitrag der Zeitschrift, was von westlichen Medien aufgegriffen wurde. Die Absetzung hatte jahrelange Lehr- und Publikationseinschränkungen zur Folge sowie 1986 eine Versetzung und Berufung als Professor für Dialektischen Materialismus (Erkenntnistheorie) ins Fernstudium Philosophie an die Ernst-Moritz-Arndt-Universität Greifswald. Dort war er von 1987 bis 1990 Direktor des Instituts für Philosophie, des kleinsten Philosophie-Instituts der DDR.
Gegen die Abwicklung des Instituts Ende 1990 prozessierte er, auch im Interesse einiger Mitarbeiter, erfolgreich, wodurch es zu einer paritätischen (Ost/West) Erneuerung des Instituts für Philosophie kam. Nach eigener positiver fachlicher Evaluierung, politischer Überprüfung („Ehrenkommission“) und dem „Gauckbescheid“ erfolgte 1993 die universitäre Weiterbeschäftigung als HRG-Professor in der Anstellung eines wissenschaftlichen Mitarbeiters für die philosophische Lehrtätigkeit an der Ernst-Moritz-Arndt-Universität Greifswald bis zur regulären Berentung 2004. Danach erhielt er wieder Lehraufträge am Institut für Philosophie an der Humboldt-Universität zu Berlin.
Seit 1996 initiierte Rauh verschiedene (teilweise gemeinschaftliche) Projekte zur umfassenden historisch-kritischen Aufarbeitung der DDR-Philosophie 1945–1995, wozu eine von ihm verantwortete mehrbändige Publikationsreihe im Ch. Links Verlag Berlin erschien und 2021 mit einem Band im De Gruyter Verlag abgeschlossen wurde.
Rauh lebt und arbeitet in Berlin-Pankow, ist verheiratet und hat zwei Söhne.

## Veröffentlichungen (Auswahl)
- Einführung in die marxistisch-leninistische Erkenntnistheorie. Lehrbrief HU Berlin, Berlin 1976.
- als Hrsg. mit Horst Süßenbach: Ideologischer Klassenkampf und bürgerliche Gegenwartsphilosophie. Dietz-Verlag, Berlin 1978.
- als Hrsg.: Gefesselter Widerspruch. Die Affäre um Peter Ruben. Dietz-Verlag, Berlin 1991, ISBN 978-3-320-01735-4.
- als Hrsg. mit Volker Gerhardt: Anfänge der DDR-Philosophie. Ch. Links Verlag, Berlin 2001, ISBN 978-3-86153-225-5.
- als Hrsg. mit Hartwig Frank: Günther Jacoby. Lehre, Werk und Wirkung. Verlag Schmidt-Römhild, Lübeck 2003, ISBN 978-3-7950-7004-5.
- als Hrsg. mit Peter Ruben: Denkversuche. DDR-Philosophie in den 60er Jahren. Ch. Links Verlag, Berlin 2005, ISBN 978-3-86153-359-7.
- als Hrsg. mit Hans-Martin Gerlach: Ausgänge. Zur DDR-Philosophie in den 70er und 80er Jahren. Ch. Links Verlag, Berlin 2009, ISBN 978-3-86153-557-7
- Philosophie aus einer abgeschlossenen Welt. Beiträge zur Geschichte der DDR-Philosophie und ihrer Institutionen. (Mit Beiträgen von Camilla Warnke und Peer Pasternack.), Ch. Links Verlag, Berlin 2017, ISBN 978-3-86153-882-0.
- Personenverzeichnis zur DDR-Philosophie 1945–1995. De Gruyter, Berlin/New York 2021, ISBN 978-3-11073-705-9.
- Abriss zur DDR-Philosophiegeschichte 1945–1995 (Hefte zur DDR-Geschichte, Bd. 155). Helle Panke e. V. – Rosa-Luxemburg-Stiftung, Berlin 2022, 76 S.